# 591 Irmgard
Irmgard (asteroide 591) é um asteroide da cintura principal com um diâmetro de 51,86 quilómetros, a 2,1315223 UA. Possui uma excentricidade de 0,2049872 e um período orbital de 1 603,5 dias (4,39 anos).
Irmgard tem uma velocidade orbital média de 18,19009088 km/s e uma inclinação de 12,47404º.
Esse asteroide foi descoberto em 14 de Março de 1906 por August Kopff.